# Maurizio Maraviglia
Maurizio Maraviglia (Paola, 15 gennaio 1878 – Roma, 26 maggio 1955) è stato un politico italiano.

## Biografia
Laureato in giurisprudenza e funzionario del ministero della Pubblica Istruzione Maraviglia fu membro Partito Socialista Italiano fino al 1906. Spostatosi a destra, divenne un sostenitore del nazionalismo e uno dei fondatori dell'Associazione Nazionalista Italiana nel 1910. Importante figura nello sviluppo dell'ideologia nazionalista, fece parte della redazione dell'Idea Nazionale, di cui fu anche condirettore.
Dopo aver partecipato da ufficiale volontario di artiglieria alla prima guerra mondiale, venendo ferito due volte e ottenendo la Croce di Guerra, fu congedato nel 1918. Scrisse anche sull'influente rivista Politica di Francesco Coppola e Alfredo Rocco. Identificatosi sempre più con le idee fasciste, fece parte della delegazione incaricata nel 1923 di negoziare la fusione dell'Associazione nel Partito Nazionale Fascista.
Durante il periodo fascista Maraviglia fu inizialmente una figura di grande importanza. Dal 1924 al 1939 fece parte della Camera dei deputati del Regno d'Italia per la Calabria-Lucania, e come deputato intervenne duramente contro Giacomo Matteotti quando quest'ultimo tenne il suo famoso discorso. Nel 1939 fu nominato senatore. Dal 1938 fu anche membro del Gran Consiglio del Fascismo e riuscì a garantirsi un'ottima posizione accademica presso l'Università di Perugia accanto a Sergio Panunzio. Dopo essere stato implicato nei casi di frode collegati alla Banca del Sud, il suo prestigio diminuì grandemente.
Nel dopoguerra fu deferito alla Alta Corte di Giustizia per le Sanzioni contro il Fascismo e dichiarato decaduto, ma il provvedimento fu cancellato dalla corte di Cassazione. Non prese parte alla vita politica del dopoguerra.